# Гарпунная пушка

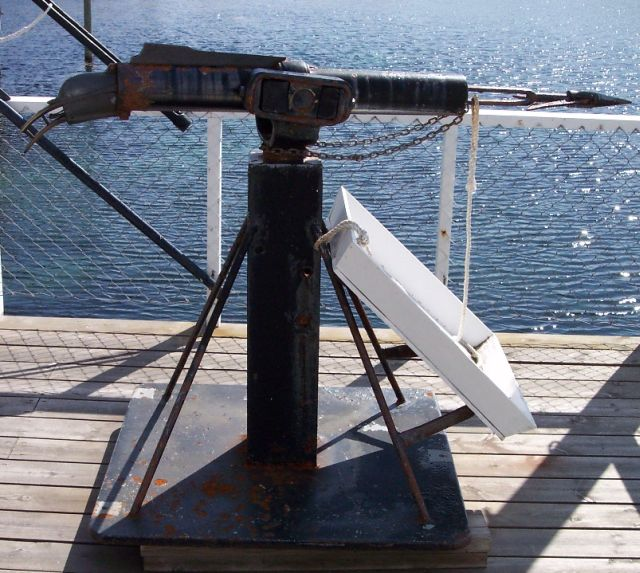
Гарпунная пушка старого образца (дульнозарядная)

Гарпу́нная пушка — орудие китобойного промысла. Представляет собой короткоствольную пушку, укреплённую на палубе судна-китобойца, стреляющую гарпуном, который, как правило, имеет в головной части заряд взрывчатого вещества. Начиная с последней трети XIX века гарпунная пушка является основным орудием китобоев.

## История создания

### Предыстория
С древних времен и до XIX века китобойный промысел вёлся исключительно с применением ручных гарпунов, бросавшихся со шлюпок-вельботов. Охота проводилась следующим образом: парусная китобойная шхуна при обнаружении китов сближалась с ними, а затем высылала команду на нескольких гребных вельботах. Вельботы подходили практически вплотную к киту, после чего матрос-гарпунёр бросал гарпун с расстояния в несколько метров. К гарпуну крепился длинный трос («линь»). Пока кит был жив, шлюпки следовали за ним, при необходимости разматывая линь. Данный способ промысла позволял добывать только тихоходных гладких китов, которых можно было догнать на парусном судне и гребной шлюпке. Вдобавок эти киты настолько жирны, что их туши не тонут в воде. Таким же образом добывали и кашалотов, но их добыча была сопряжена с серьёзной опасностью из-за того, что раненый кашалот отличается большой агрессивностью и может легко разбить шлюпку.
Эта довольно примитивная техника добычи, тем не менее, привела к тому, что к началу XIX века гладкие киты были сильно выбиты. Однако оставалось практически нетронутым поголовье китов-полосатиков, охота на которых при существовавшем уровне техники была практически невозможной. Полосатики гораздо быстроходнее гладких китов, поэтому их невозможно догнать на шлюпке, кроме того, такие полосатики как синий кит, финвал и сейвал гораздо крупнее и сильнее гладких китов, поэтому их крайне сложно убить с помощью только ручных гарпунов. К тому же полосатики, будучи загарпуненными, могли утащить шлюпку на дно. Забитые полосатики обычно тонут, поэтому их невозможно удержать на плаву с помощью шлюпок. Все это препятствовало развитию их промысла, но крупный размер полосатиков (синий кит весит до 160 тонн и даже больше) всегда привлекал внимание китобоев.

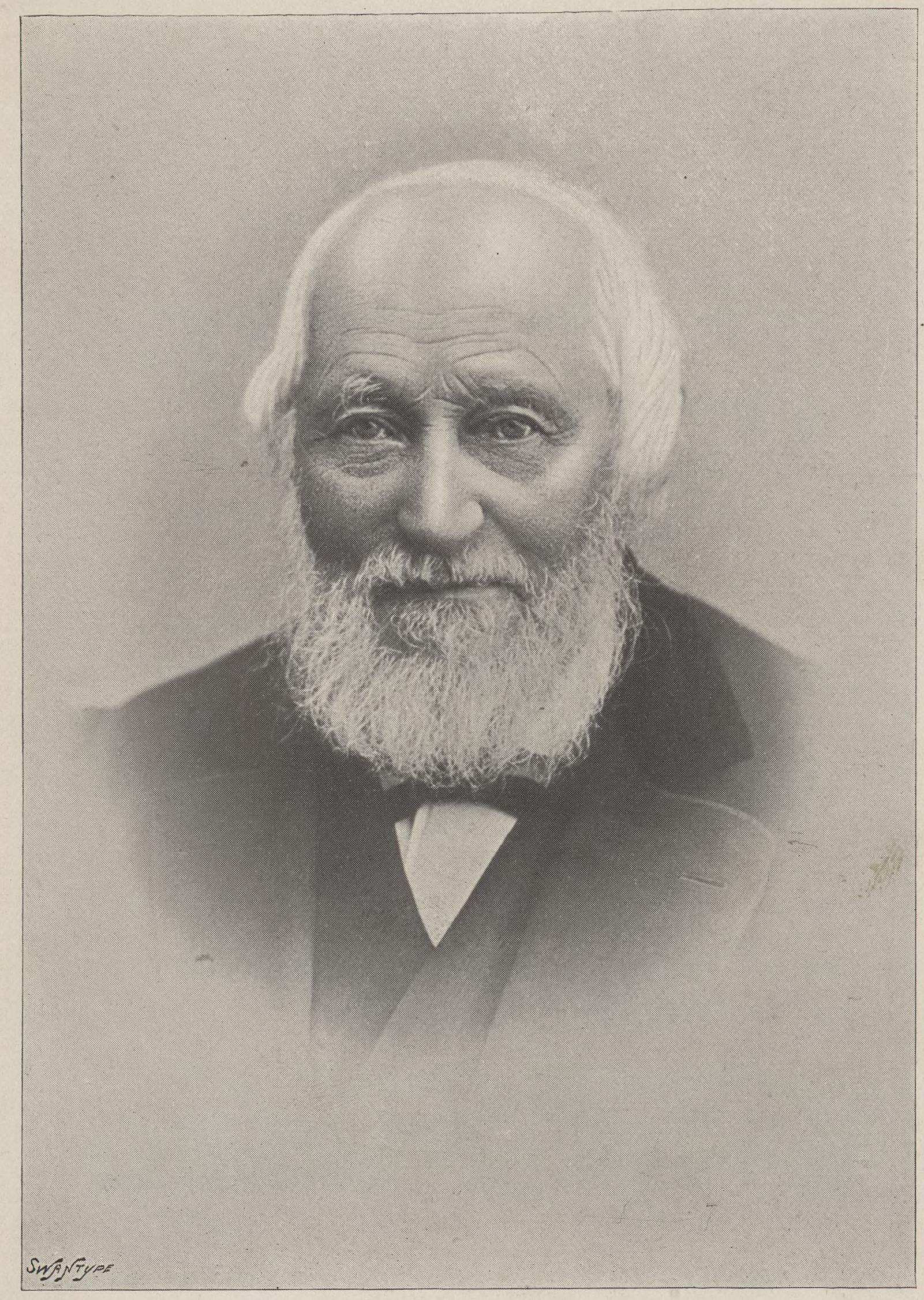
Свен Фойн (1809—1894), изобретатель гарпунной пушки, гарпуна с разрывным зарядом и других современных орудий китобойного промысла

Для поражения крупных китов был разработан специальный гарпун — так называемое копьё-граната, в головной части которого помещался разрывной заряд. Он взрывался внутри туши, чего было уже достаточно для надежного поражения крупного кита. Первые опыты по применению копья-гранаты кустарной разработки относятся к 1820-м годам, но они не дали определённого результата. Чтобы бросать тяжёлый гарпун, была необходима  надёжная и мощная пушка.

### Изобретение
Первая удачная конструкция гарпунной пушки и совместимого с ней гарпуна была разработана норвежским китобоем Свеном Фойном в 1868 году. Фойн использовал разработанный им же тяжёлый металлический гарпун, имевший в головной части пороховой заряд, выстреливавшийся из установленной на судне дульнозарядной пушки. При попадании заряд взрывался, чего было уже достаточно для надёжного поражения синего кита, после чего раскрывались стальные лапы у острия гарпуна и прочно удерживали оружие в туше. Применение пушки, укреплённой непосредственно на судне, позволило отказаться от применения вельботов. Судно же, в отличие от шлюпок, могло удержать забитого кита-полосатика на воде. Свен Фойн, вышедший в 1868 году в первое плавание на шхуне с гарпунной пушкой и другими усовершенствованиями, взял небывалый по тем временам улов — 30 полосатиков, большинство из них синие киты. Вскоре был доработан механизм удержания забитого кита на плаву — тушу накачивали воздухом с помощью насоса.
Разработка Фойна легла в основу конструкции всех последующих гарпунных пушек. Первоначально заряд гарпунной пушки состоял из дымного пороха, но с 1925 года стал применяться бездымный порох. Именно гарпунная пушка произвела настоящую революцию в китобойном промысле, позволив начать массовую добычу китов всех видов.

## Основные элементы конструкции

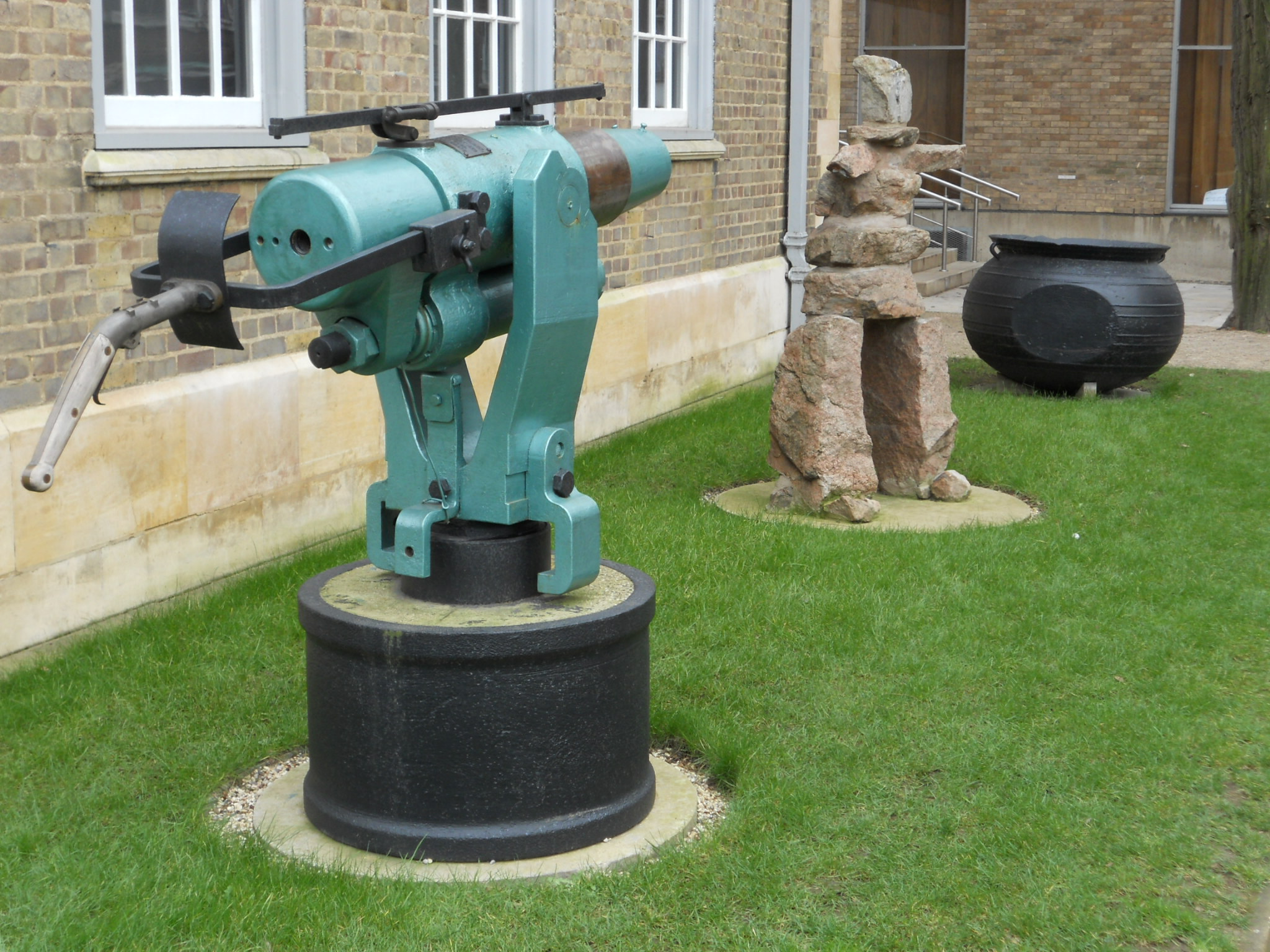
Гарпунная пушка (без гарпуна) в музее на территории Кембриджского университета

Конструкция гарпунных пушек почти не изменилась с 1920-х годов до самого закрытия китобойного промысла в 1960-70-х годах, при этом бо́льшая часть гарпунных пушек имела практически одинаковую конструкцию. 
Они использовали заряд пороха примерно в 400 г, с помощью которого бросался гарпун, сделанный целиком из стали, имевший длину около 2 м и весивший около 50 кг. Калибр пушки — 76—90 мм. Дальность стрельбы гарпуном была невелика и составляла около 20—30 метров, хотя этого было достаточно для охоты (судно-китобоец всегда сближалось с китом почти вплотную). Обычно во время китовой охоты пушка заряжалась заблаговременно. Гарпун заряжался так, что его головная часть оставалась снаружи пушки, высовываясь из дула. С гарпуном соединялся линь длиной в несколько сотен метров. Сталь, из которой делались гарпуны, была исключительно упругой, что не позволяло гарпуну ломаться даже при самых мощных рывках загарпуненного кита.
Основные части гарпунной пушки те же, что и у обычного артиллерийского орудия — ствол с люлькой, затвор (обычно клиновый), накатники. Ствол гарпунной пушки всегда гладкий. Наведение в цель осуществлялось вручную, мускульной силой гарпунёра, с помощью поворотной вилки (двойная рукоять у казённика пушки). На поворотной вилке размещался и спусковой механизм. Пушка обслуживалась одним гарпунёром. Прицельные приспособления были самыми простыми. В целом, меткость выстрела и его эффективность зависели почти исключительно от мастерства гарпунёра.
Применение гарпунных пушек в настоящее время продолжают Япония и Норвегия, которые добывают китов в незначительном количестве.